# Acomys spinosissimus
Acomys spinosissimus is een knaagdier uit het geslacht der stekelmuizen (Acomys) dat voorkomt van Tanzania en het zuidoosten van de Democratische Republiek Congo via Zambia, Malawi, het oosten van Botswana, Zimbabwe en het midden van Mozambique tot noordoostelijk Zuid-Afrika. Deze soort behoort tot het ondergeslacht Acomys, maar heeft daarbinnen geen nauwe verwanten.
De bovenkant van het lichaam is grijs, maar wordt, in ieder geval in het zuiden van het verspreidingsgebied, in de winter roodachtig; de onderkant is wit. Net als bij andere stekelmuizen bestaat de vacht uit harde borstels. De totale lengte bedraagt 15 tot 19 cm, de staartlengte 8,5 tot 9,7 cm en het gewicht 20 tot 36 g.
A. spinosissimus komt vooral voor in rotsachtige gebieden, maar ook wel in struikgebieden en bij rivieren. Het dier eet zaden, bessen, insecten en andere ongewervelden. In zuidelijk Afrika worden er in de zomer tot vijf jongen per worp geboren. Het dier is 's nachts actief; overdag schuilt het, vaak met meerdere dieren, in een rotsspleet. De aanwezigheid van het dier is te herkennen aan ronde, roodachtige uitwerpselen.